# Meierijstad
Meierijstad – miasto i gmina w prowincji Brabancja Północna, w południowej Holandii. Według danych na rok 2021 gminę zamieszkiwało 81 648 osób, a gęstość zaludnienia wyniosła 443,5 os./km². Meierijstad plasuje się na 7. miejscu pod względem liczby ludności Brabancji Północnej. Burmistrzem gminy jest Kees van Rooij.

## Miejscowości

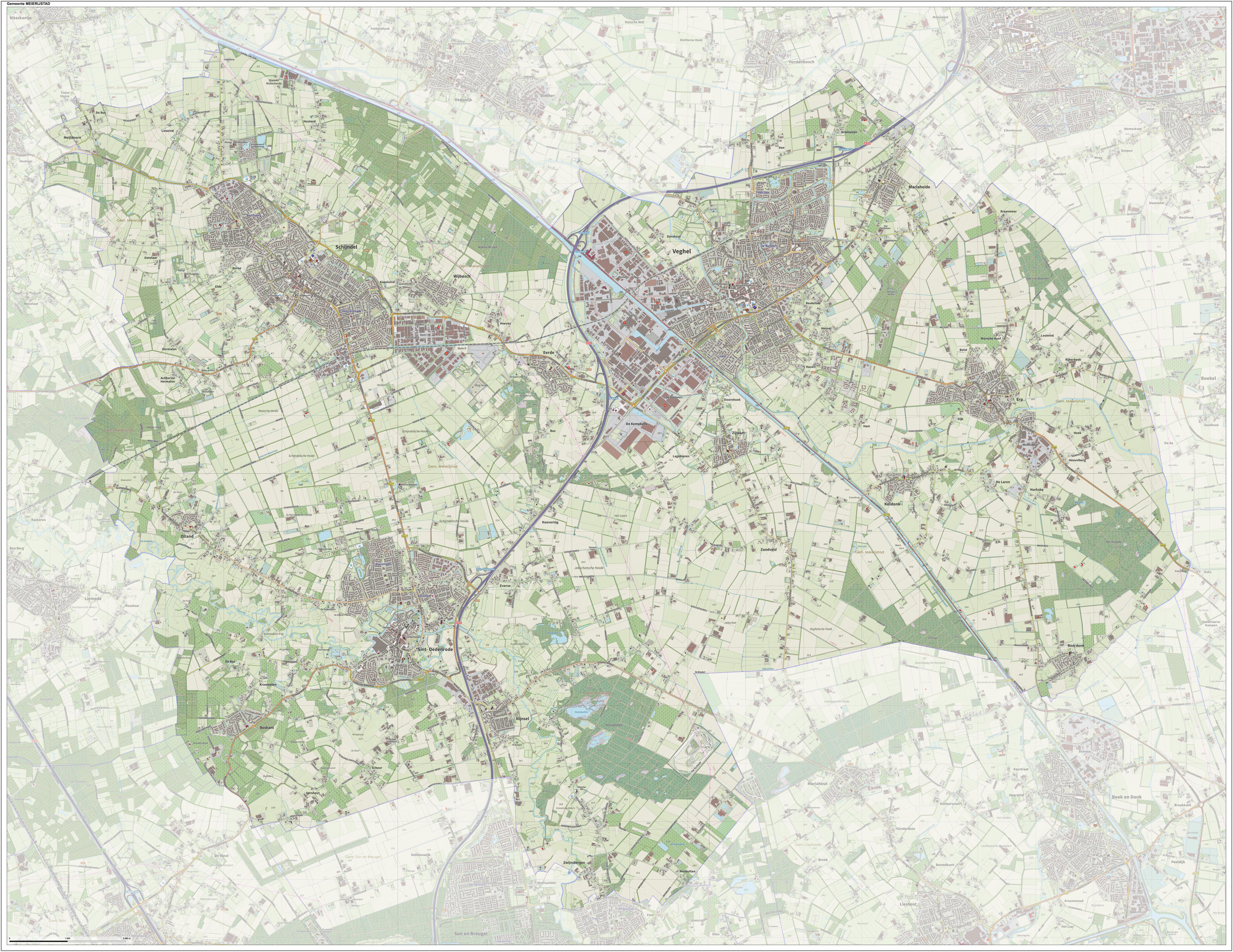
Mapa topograficzna gminy Meierijstad (2020)

Główne miejscowości w Meierijstad:
| - Boerdonk - Boskant - Eerde | - Erp - Keldonk - Mariaheide | - Nijnsel - Olland - Schijndel | - Sint-Oedenrode - Veghel - Wijbosch | - Zijtaart |

## Klimat
Klimat jest morski. Średnia temperatura wynosi 9 °C. Najcieplejszym miesiącem jest czerwiec (20 °C), a najzimniejszym miesiącem jest styczeń (-2 °C).

## Lasy
Około połowa terenu gminy należy do Narodowego Parku Krajobrazowego Het Groene Woud. Na terenie gminy znajdują się też Rezerwat Przyrody Wijboschbroek, Eerdse Bergen oraz De Geelders.